# Saunkh
Saunkh là một thị xã và là một nagar panchayat của quận Mathura thuộc bang Uttar Pradesh, Ấn Độ.

## Nhân khẩu
Theo điều tra dân số năm 2001 của Ấn Độ, Saunkh có dân số 8488 người. Phái nam chiếm 54% tổng số dân và phái nữ chiếm 46%. Saunkh có tỷ lệ 70% biết đọc biết viết, cao hơn tỷ lệ trung bình toàn quốc là 59,5%: tỷ lệ cho phái nam là 77%, và tỷ lệ cho phái nữ là 62%. Tại Saunkh, 17% dân số nhỏ hơn 6 tuổi.